# Níger nos Jogos Olímpicos de Verão de 1964
O Níger participou dos Jogos Olímpicos pela primeira vez nos Jogos Olímpicos de Verão de 1964 em Tóquio, Japão.